# James Wallace
James Robert Wallace (sinh ngày 19 tháng 12 năm 1991) là một cầu thủ bóng đá người Anh. Hiện đang chơi cho câu lạc bộ Sheffield United ở vị trí tiền vệ.

## Thống kê sự nghiệp
Tính đến 10 tháng 1 năm 2015.

### Câu lạc bộ
| Câu lạc bộ              | Mùa giải                   | Hạng                       | Giải đấu | Giải đấu | FA Cup | FA Cup | League Cup | League Cup | Khác[A] | Khác[A] | Tổng cộng | Tổng cộng |
| Câu lạc bộ              | Mùa giải                   | Hạng                       | Trận     | Bàn      | Trận   | Bàn    | Trận       | Bàn        | Trận    | Bàn     | Trận      | Bàn       |
| ----------------------- | -------------------------- | -------------------------- | -------- | -------- | ------ | ------ | ---------- | ---------- | ------- | ------- | --------- | --------- |
| Everton                 | 2009–10                    | Premier League             | 0        | 0        | 0      | 0      | 0          | 0          | 1       | 0       | 1         | 0         |
| Everton                 | 2010–11                    | Premier League             | 0        | 0        | 0      | 0      | 0          | 0          | 0       | 0       | 0         | 0         |
| Everton                 | 2011–12                    | Premier League             | 0        | 0        | 0      | 0      | 0          | 0          | 0       | 0       | 0         | 0         |
| Bury (mượn)             | 2010–11                    | League Two                 | 0        | 0        | 1      | 0      | 0          | 0          | 0       | 0       | 1         | 0         |
| Stockport County (mượn) | 2010–11                    | League Two                 | 14       | 1        | 0      | 0      | 0          | 0          | 0       | 0       | 14        | 1         |
| Shrewsbury Town (mượn)  | 2011–12                    | League Two                 | 3        | 0        | 0      | 0      | 0          | 0          | 0       | 0       | 3         | 0         |
| Tranmere Rovers (mượn)  | 2011–12                    | League One                 | 18       | 2        | 0      | 0      | 0          | 0          | 0       | 0       | 18        | 2         |
| Tranmere Rovers         | 2012–13                    | League One                 | 19       | 2        | 2      | 0      | 2          | 0          | 0       | 0       | 23        | 2         |
| Tranmere Rovers         | 2013–14                    | League One                 | 16       | 2        | 1      | 0      | 0          | 0          | 0       | 0       | 17        | 2         |
| Tranmere Rovers         | Tổng cộng Tranmere         | Tổng cộng Tranmere         | 53       | 6        | 3      | 0      | 2          | 0          | 0       | 0       | 58        | 6         |
| Sheffield United        | 2014–15                    | League One                 | 10       | 0        | 1      | 0      | 2          | 0          | 0       | 0       | 13        | 0         |
| Sheffield United        | Tổng cộng Sheffield United | Tổng cộng Sheffield United | 9        | 0        | 1      | 0      | 2          | 0          | 0       | 0       | 12        | 0         |
| Tổng cộng sự nghiệp     | Tổng cộng sự nghiệp        | Tổng cộng sự nghiệp        | 82       | 7        | 5      | 0      | 4          | 0          | 1       | 0       | 92        | 7         |

A. ^  Bao gồm UEFA Europa League.